# لاگرانج (نیویورک)
لاگرانج (به انگلیسی: LaGrange) یک منطقهٔ مسکونی در ایالات متحده آمریکا است که در شهرستان داچس، نیویورک واقع شده‌است. لاگرانج ۱۰۴٫۵۱ کیلومتر مربع مساحت و ۱۵٬۷۳۰ نفر جمعیت دارد و ۹۷ متر بالاتر از سطح دریا واقع شده‌است.